# Jabłonka (obwód witebski)
Jabłonka (biał. Яблонка; ros. Яблонка) – wieś na Białorusi, w obwodzie witebskim, w rejonie dokszyckim, w sielsowiecie Porpliszcze.

## Historia
W czasach zaborów wieś w powiecie dzisieńskim, w guberni wileńskiej Imperium Rosyjskiego.
W latach 1921–1945 wieś leżała w Polsce, w województwie wileńskim, w powiecie dziśnieńskim, w gminie Głębokie, a następnie w gminie Porpliszcze.
Według Powszechnego Spisu Ludności z 1921 roku zamieszkiwało tu 48 osób, 1 była wyznania rzymskokatolickiego, 47 prawosławnego. Jednocześnie 14 mieszkańców  zadeklarowało polską przynależność narodową, 34 białoruską. Były tu 4 budynki mieszkalne. W 1931 w 5 domach zamieszkiwało 42 osoby.
Wierni należeli do parafii rzymskokatolickiej w Parafianowie i prawosławnej w m. Porpliszcze. Miejscowość podlegała pod Sąd Grodzki w Głębokiem i Okręgowy w Wilnie; właściwy urząd pocztowy mieścił się w m. Porpliszcze.
W wyniku napaści ZSRR na Polskę we wrześniu 1939 miejscowość znalazła się pod okupacją sowiecką. 2 listopada została włączona do Białoruskiej SRR. Od czerwca 1941 roku pod okupacją niemiecką. W 1944 miejscowość została ponownie zajęta przez wojska sowieckie i włączona do Białoruskiej SRR.
Od 1991 w składzie niepodległej Białorusi.